# Nikołaj Afanasjew (konstruktor)
Nikołaj Michajłowicz Afanasjew (ros. Николай Михайлович Афанасьев, ur. 1 listopada?/14 listopada 1916 w Piotrogrodzie, zm. 15 marca 2009 w Tule) – rosyjski konstruktor broni, Bohater Pracy Socjalistycznej (1986).

## Życiorys
W 1937 skończył technikum mechanizacji gospodarki rolnej, od 1938 służył w Armii Czerwonej jako żołnierz oddziałów pancernych Zabajkalskiego Okręgu Wojskowego na terytorium Mongolskiej Republiki Ludowej, gdzie zaczął przejawiać zdolności konstruktorskie. Po ataku Niemiec na ZSRR został skierowany na front, od października 1941 brał udział w walkach pod Tułą i bitwie pod Moskwą, później skierowano go do pracy w Centralnym Biurze Konstruktorskim w Tule, od lutego 1943 do 1945 ponownie był w służbie czynnej, następnie został zdemobilizowany. Pracował jako inżynier w biurze konstruktorskim w Kołomnie, w latach 1946-1948 konstruktor na poligonie naukowo-doświadczalnym, od 1948 ponownie Centralnym Biurze Konstruktorskim w Tule jako starszy inżynier-konstruktor, gdzie pracował do końca życia. Skonstruował m.in. karabin maszynowy A-12,7 i działko AM-23 (z N. Makarowem). Brał udział w Projekcie Abakan i w opracowaniu pm Kiparis. W 2002 otrzymał honorowe obywatelstwo Tuły.

## Odznaczenia i nagrody
- Medal „Sierp i Młot” Bohatera pracy Socjalistycznej (14 listopada 1986)
- Order Lenina (dwukrotnie - 12 maja 1962 i 14 listopada 1986)
- Order Rewolucji Październikowej (18 stycznia 1977)
- Order Wojny Ojczyźnianej II klasy (11 marca 1985)
- Nagroda Państwowa ZSRR (1967)
- Medal „Za obronę Moskwy” (1943)
- Medal „Za zwycięstwo nad Niemcami w Wielkiej Wojnie Ojczyźnianej 1941-1945"
- Medal „Weteran Pracy”
- Medal Żukowa (1966)
- Medal „Za umacnianie braterstwa broni” (2002)